# パフォーマンスアート

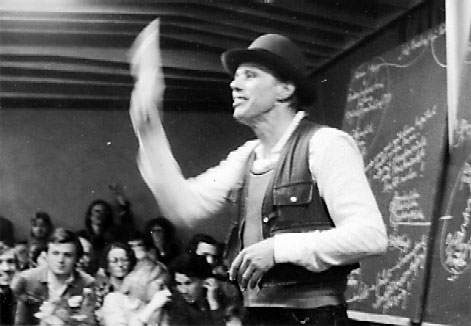
ヨゼフ・ボイスによるパフォーマンス（1978年）

パフォーマンスアート (performance art) は、芸術家やその他の参加者の実演そのものが作品となる前衛芸術の総称である。この用語はハプニングやボディアートなどを含む概念として用いられる。
物体が作品となる芸術や、伝統的な形式の実演による舞台芸術（パフォーミング・アーツ）と区別される。

## 歴史

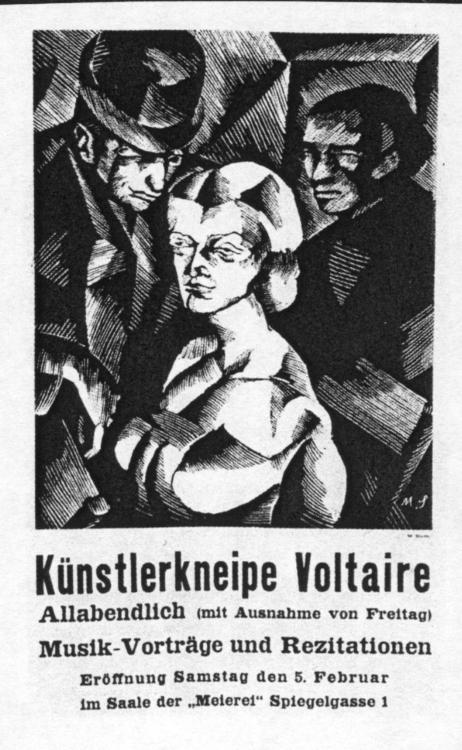
キャバレー・ボルテールのポスター (1916)

パフォーマンスアートは、アーティスト・アクションとも呼ばれ、アートをライブで楽しむ上で、20世紀以降の前衛芸術において、大きな役割をはたしてきた。戦前には、キャバレー・ボルテールも一つの拠点になった。
パフォーマンスアートの基本的な要素には、「時間」「場所」「パフォーマー（Performer）の身体」「パフォーマーと観客との関係」などがある。
- その作品の行われる場所は美術館、ギャラリー、カフェ、劇場、路上など多様である。
- たいていは1回限りであり、何度も演じられることはないが、映像などで再現されることもある[2]。
- 即興の場合もあれば、練られた脚本に従って練習を入念に行い演じられるものもある。

未来派アーティスト、特にロシア未来派は、パフォーマンス・アートの芸術家として認識された。
パフォーマンスアートという用語はいまや一般的な言葉になっているが、もともと使われ始めたのは1960年代、ヴィト・アコンチ（Vito Acconci）、ヘルマン・ニッチュ、ヨーゼフ・ボイス、アラン・カプロー、キャロリー・シュニーマンらの作品の出現と同時期である。欧米の研究者は、パフォーマンスアートの起源を20世紀初頭の前衛芸術に遡って考えることもある。代表的なものはダダイスムで、リヒャルト・ヒュルゼンベックやトリスタン・ツァラ（Tristan Tzara）らによりキャバレー・ヴォルテールで開催された型にはまらない詩の朗読パフォーマンスなど、パフォーマンスアートの創始者を生み出した。パフォーマンスアートの活動は西洋芸術に限られるものではなく、アフリカ、ラテンアメリカ、アジアなどの地域や、先住民がルーツの人物などが存在する。日本における先駆者としては具体美術協会などが挙げられる。

## 書籍
『パフォーマンスアート・未来派から現在まで』 ローズリー・ゴールドバーグ （Performance Art: From Futurism to the Present、ISBN 0-500-20339-3）